# Bill Pilczuk
William Pilczuk (* 14. September 1971 in Cape May Point, New Jersey) ist ein ehemaliger US-amerikanischer Schwimmer, der ausschließlich über die 50 Meter Freistil antrat.

## Karriere
Pilczuks Laufbahn stand wiederholt im Fokus des öffentlichen Interesses. Er durchlief weder College-Trainingsprogramme, noch erhielt er Stipendien. Zunächst wurde er selbst von nationalen Experten nicht wahrgenommen. Er besuchte eine Public High School in Erma, New Jersey, und anschließend für zwei Jahre das Miami-Dade Community College – in der Hoffnung, Angebote von einer Division I-Schule der National Collegiate Athletic Association zu erhalten. Er verzichtete zugunsten eines Freshman auf die SEC Championships und schloss das Studium magna cum laude ab.
Sein sportlicher Durchbruch war die Qualifikation zu den Schwimmweltmeisterschaften 1994 in Rom. Dort konnte er jedoch keine vordere Platzierung erreichen. Während dieser Zeit lebte er in einer Dreier-Wohngemeinschaft in Auburn, Alabama. Sein einziger Sponsor war der Schwimmartikelhersteller Speedo. Im folgenden Jahr machte er durch eine Silbermedaille bei den Panamerikanischen Spielen in der argentinischen Stadt Mar del Plata auf sich aufmerksam. Ende des Jahres 1995 organisierten seine Eltern einen Wohltätigkeitsabend, um mit dem gesammelten Geld ihren Sohn bei den Vorbereitungen zu den Olympischen Sommerspielen 1996 finanziell zu unterstützen. Es kamen rund 5000 US-Dollar zusammen. Pilczuk verpasste bei den Olympiatrials der Vereinigten Staaten die Qualifikation allerdings um fünf Hundertstelsekunden.
Die 50 Meter Freistil der Pan Pacific Swimming Championships 1997 in Fukuoka konnte er dagegen – zeitgleich mit dem Puerto-Ricaner Ricardo Busquets – für sich entscheiden. Im Dezember des gleichen Jahres gewann er bei einem Schwimm-Meeting ein Preisgeld in Höhe von 6000 US-Dollar und konnte mit dieser Absicherung unbeschwert und ohne finanzielle Sorgen die WM-Vorbereitung gestalten. Für die Fachwelt völlig überraschend errang er bei den Schwimmweltmeisterschaften 1998 den Titel über 50 Meter Freistil vor dem großen Favoriten: dem Olympiasieger und Titelverteidiger über diese Distanz Alexander Popow. Nach seinem Sieg scherzte Bill Pilczuk, in Auburn könne man sich mit dem Preisgeld von 36.000 US-Dollar für den Rest seines Lebens zur Ruhe setzen. Neben seinen internationalen Erfolgen sicherte sich Pilczuk im Laufe seiner Karriere auch fünf nationale Meistertitel.